# Juan Escutia, Sonora
Juan Escutia är en ort i Mexiko.   Den ligger i kommunen Huatabampo och delstaten Sonora, i den västra delen av landet, 1 300 km nordväst om huvudstaden Mexico City. Juan Escutia ligger 59 meter över havet och antalet invånare är 157.
Terrängen runt Juan Escutia är platt. Runt Juan Escutia är det ganska tätbefolkat, med 67 invånare per kvadratkilometer. Närmaste större samhälle är Las Bocas, 19,7 km väster om Juan Escutia. Omgivningarna runt Juan Escutia är i huvudsak ett öppet busklandskap.